# Drennan White
La Drennan White era una leggendaria nave bianca che solcava il Mississippi e al cui interno sarebbe ancora custodito un tesoro composto da 100.000 dollari d'oro del 1850.

## La leggenda
La sua leggenda si diffuse grazie alle frequenti gare tra battelli che periodicamente si svolgevano lungo le sponde del fiume: queste non erano solo un puro gioco tra comandanti ed equipaggio di battelli differenti, ma soprattutto un ottimo veicolo pubblicitario per attirare un sempre maggiore numero di turisti sopra la propria nave. La più famosa di queste gare fu quella che impegnò la Lee e la Natchez tra New Orleans e St. Louis: vinse la prima con il tempo record di 3 giorni, 18 ore e 14 minuti.
Fu proprio in queste zone che, sembra, un contadino, nel 1891, arando il suo terreno colpì con l'aratro l'albero di una nave. Scavando intorno ad esso, riuscì a trovare una nave, la Drennan White, probabilmente affondata proprio in seguito ad una di queste gare, e il tesoro in essa contenuto. Allontanatosi per chiedere aiuto ai vicini, al suo ritorno non trovò più traccia della nave e del suo prezioso carico.

### La Saga di Paperon de Paperoni
Una leggenda di questo genere era nota al cartoonist Don Rosa, nato in quelle zone, e ne fece oggetto di una sfida nel secondo capitolo della sua Saga di Paperon de Paperoni tra Angus de Paperoni ed il suo storico rivale Porcello Suinello. Rosa, comunque, non disponendo di un'indicazione precisa sul possibile luogo del ritrovamento della Drennan Whyte (così chiama il battello), suppone che la nave sia affondata nei pressi di Monkey's Eyebrow (letteralmente Sopracciglio della Scimmia), un piccolo paese sulle rive del Mississippi il cui primo insediamento è ora sommerso dall'acqua del fiume.
Alla sfida partecipano sia il giovane Paperone, che aiuta lo zio Angus, sia la Banda Bassotti, in aiuto di Suinello.